# Trichesthes amplicornis
Trichesthes amplicornis är en skalbaggsart som beskrevs av Henry J. Reinhard 1939. Trichesthes amplicornis ingår i släktet Trichesthes och familjen Melolonthidae. Inga underarter finns listade i Catalogue of Life.